# マヤ・アレクシッチ
マヤ・アレクシッチ（Maja Aleksić、1997年6月6日 - ）は、セルビアの女子バレーボール選手。セルビア代表。

## 来歴
ウジツェ出身。2013年に世代別の代表に選出され、同年のユース欧州選手権で4位となり、自身もベストサーバー賞を受賞した。2014年のジュニア欧州選手権では金メダルを獲得した。2015年のU-20世界選手権ではベストミドルブロッカー賞を受賞した。2016年にシニアのセルビア代表に初選出された。2018年に本格的なデビューを果たすと、同年の世界選手権では金メダルを獲得した。2019年ワールドカップではレギュラーとして活躍した。2021年開催の東京2020オリンピックで銅メダルを獲得した。

## 球歴
- オリンピック - 2021年、2024年
- 世界選手権 - 2018年、2022年
- ワールドカップ - 2019年
- ネーションズリーグ - 2019年、2022年、2023年
- 欧州選手権 - 2019年、2021年、2023年

## 受賞歴
- 2013年 - ユース欧州選手権 ベストサーバー賞
- 2015年 - U-20世界選手権 ベストミドルブロッカー賞
- 2018年 - セルビアリーグ ベストスパイカー賞、ベストブロッカー賞、ベストミドルブロッカー賞
- 2021年 - ルーマニアリーグ ベストスパイカー賞、ベストミドルブロッカー賞
- 2022年 - フランスカップ MVP、ベストミドルブロッカー賞

## 所属クラブ
- OK Jedinstvo Užice（2011-2013年）
- ŽOK Partizan（2013-2014年）
- Odbojkaški klub Vizura（2014-2018年）
- CSMヴォレイ・アルバ・ブラジ（2018-2021年）
- ヴォレロ・ル・カネ（2021-2022年）
- メガボックス・ヴァッレフォリア（2022-2024年）
- イゴール・ゴルゴンゾーラ・ノヴァーラ（2024年-）